# غرانيت كواري (كارولاينا الشمالية)
غرانيت كواري (بالإنجليزية: Granite Quarry, North Carolina)‏ هي بلدة أمريكية تقع في الولايات المتحدة في مقاطعة روان. يقدر عدد سكانها بـ 2,930 نسمة ومساحتها 6.1 كم2 وترتفع عن سطح البحر 250 متر.

## التركيبة السكانية
حدّد مكتب تعداد الولايات المتحدة بيانات التركيبة السكانية لغرانيت كواري في تعداد الولايات المتحدة. في ما يلي، التركيبة السكانية حسب تعدادي 2000 و2010.

### تعداد عام 2000
بلغ عدد سكان غرانيت كواري 2,175 نسمة بحسب تعداد عام 2000، وبلغ عدد الأسر 871 أسرة وعدد العائلات 628 عائلة مقيمة في البلدة. في حين سجلت الكثافة السكانية 292.3 نسمة لكل كيلومتر مربع (757.1/ميل2). وبلغ عدد الوحدات السكنية 940 وحدة بمتوسط كثافة قدره 126.3 لكل كيلومتر مربع (327.1/ميل2).
وتوزع التركيب العرقي للبلدة بنسبة 89.33% من البيض و8.28% من الأمريكيين الأفارقة و0.14% من الأمريكيين الأصليين و0.41% من الأمريكيين ذوي الأصول الآسيوية و1.01% من الأعراق الأخرى و0.83% من عرقين مختلطين أو أكثر و5.29% من الهسبانيون أو اللاتينيون من أي عرق.
بلغ عدد الأسر 871 أسرة كانت نسبة 38.9% منها لديها أطفال تحت سن الثامنة عشر تعيش معهم، وبلغت نسبة الأزواج القاطنين مع بعضهم البعض 56.4% من أصل المجموع الكلي للأسر، ونسبة 10.9% من الأسر كان لديها معيلات من الإناث دون وجود شريك،  بينما كانت نسبة 4.8% من الأسر لديها معيلون من الذكور دون وجود شريكة وكانت نسبة 27.9% من غير العائلات. تألفت نسبة 23.2% من أصل جميع الأسر من عدة أفراد يعيشون في نفس المنزل ونسبة 10.6% كانت تتألف من شخص يعيش بمفرده يبلغ من العمر 65 عاماً أو أكثر. وبلغ متوسط حجم الأسرة المعيشية 2.50، أما متوسط حجم العائلات فبلغ 2.94.
بلغ العمر الوسطي للسكان 36.6 عاماً. وكانت نسبة 26.1% من القاطنين تحت سن الثامنة عشر، وكانت نسبة 8.1% بين الثامنة عشر والرابعة والعشرين عاماً، ونسبة 30.6% كانت واقعةً في الفئة العمرية ما بين الخامسة والعشرين والرابعة والأربعين عاماً، ونسبة 21.6% كانت ما بين الخامسة والأربعين والرابعة والستين، ونسبة 13.7% كانت ضمن فئة الخامسة والستين عاماً فما فوق. يوجد لكل 100 أنثى 93.2 ذكر، ويوجد لكل 100 أنثى في الثامنة عشر من عمرها فما فوق 91.4 ذكر.
بلغ متوسط دخل الأسرة في البلدة 41,645 دولارًا، أما متوسط دخل العائلة فبلغ 48,750 دولارًا. وكان متوسط دخل الذكور 32,286 دولارًا مقابل 26,285 دولارًا للإناث. وسجل دخل الفرد الخاص بالبلدة 18,633 دولارًا. وكانت نسبة 6.4% من العائلات ونسبة 7.8% من السكان تحت خط الفقر، وكان من هؤلاء نسبة 9.1% تحت سن الثامنة عشر ونسبة 11.3% في الخامسة والستين من العمر وما فوق.

### تعداد عام 2010
بلغ عدد سكان غرانيت كواري 2,930 نسمة بحسب تعداد عام 2010، وبلغ عدد الأسر 1,149 أسرة وعدد العائلات 856 عائلة مقيمة في البلدة. في حين سجلت الكثافة السكانية 393.8 نسمة لكل كيلومتر مربع (1,019.9/ميل2). وبلغ عدد الوحدات السكنية 1,246 وحدة بمتوسط كثافة قدره 167.5 لكل كيلومتر مربع (433.8/ميل2).
وتوزع التركيب العرقي للبلدة بنسبة 87.54% من البيض و8.33% من الأمريكيين الأفارقة و0.20% من الأمريكيين الأصليين و1.13% من الأمريكيين ذوي الأصول الآسيوية و0.03% من سكان جزر المحيط الهادئ و1.67% من الأعراق الأخرى و1.09% من عرقين مختلطين أو أكثر و3.96% من الهسبانيون أو اللاتينيون من أي عرق.
بلغ عدد الأسر 1,149 أسرة كانت نسبة 37.1% منها لديها أطفال تحت سن الثامنة عشر تعيش معهم، وبلغت نسبة الأزواج القاطنين مع بعضهم البعض 56.1% من أصل المجموع الكلي للأسر، ونسبة 12% من الأسر كان لديها معيلات من الإناث دون وجود شريك،  بينما كانت نسبة 6.4% من الأسر لديها معيلون من الذكور دون وجود شريكة وكانت نسبة 25.5% من غير العائلات. تألفت نسبة 21.1% من أصل جميع الأسر من عدة أفراد يعيشون في نفس المنزل ونسبة 9% كانت تتألف من شخص يعيش بمفرده يبلغ من العمر 65 عاماً أو أكثر. وبلغ متوسط حجم الأسرة المعيشية 2.55، أما متوسط حجم العائلات فبلغ 2.93.
بلغ العمر الوسطي للسكان 38.1 عاماً. وكانت نسبة 25.5% من القاطنين تحت سن الثامنة عشر، وكانت نسبة 7.7% بين الثامنة عشر والرابعة والعشرين عاماً، ونسبة 26.1% كانت واقعةً في الفئة العمرية ما بين الخامسة والعشرين والرابعة والأربعين عاماً، ونسبة 27.2% كانت ما بين الخامسة والأربعين والرابعة والستين، ونسبة 13.4% كانت ضمن فئة الخامسة والستين عاماً فما فوق. وتوزع التركيب الجنسي للسكان بنسبة 48.6% ذكور و51.4% إناث.